# Moulin Rouge!
(Toulouse Lautrec nel film)
Moulin Rouge! è un film del 2001 diretto da Baz Luhrmann.
Il soggetto è ispirato all'opera La traviata di Giuseppe Verdi. La pellicola è considerata un musical atipico perché i brani cantati non sono opere originali, ma rivisitazioni di alcuni dei brani storici della musica pop interpretati dal cast; in particolare i due attori protagonisti Nicole Kidman e Ewan McGregor stupirono il pubblico con le loro doti canore non essendo dei cantanti professionisti.
Nella storia sono presenti personaggi sia di fantasia sia realmente esistiti: fra questi vi è il pittore Henri de Toulouse-Lautrec (interpretato da John Leguizamo), uno dei massimi esponenti dello spirito bohémien, racchiudibile nelle quattro parole chiave del lungometraggio Libertà - Bellezza - Verità - Amore, ed il musicista Erik Satie (Matthew Whittet), che stando alle cronache dell'epoca era ancor più eccentrico e stralunato di come mostrato nel film. Moulin Rouge! è noto per mescolare la spettacolarità scenica ad un certo surrealismo, in linea con lo spirito della Parigi dell'epoca; dal punto di vista visivo, predominano i colori caldi, il rosso su tutti, alternati a toni cupi e freddi nelle scene drammatiche di maggior tensione.
La sua uscita è stata considerata la "rinascita" del musical, un genere cinematografico che per molti anni era stato disertato dal cinema live action e tenuto in vita solo dai classici Disney d'animazione e il film è stato vincitore di due premi Oscar nel 2002, per la migliore scenografia e i migliori costumi, vincendo due statuette sulle otto nomination avute.
È stato presentato in concorso al 54º Festival di Cannes.

## Trama

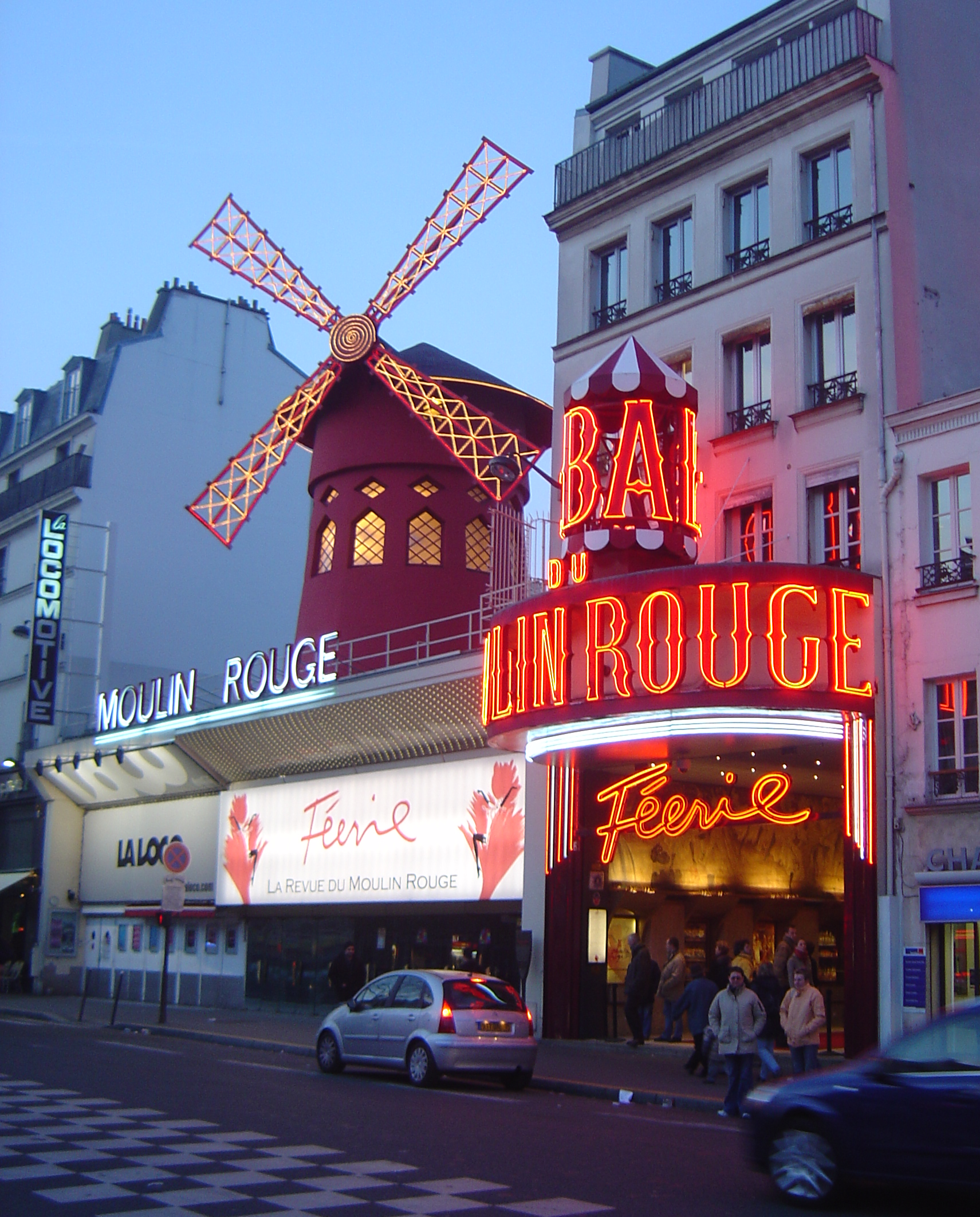
Il "vero" Moulin Rouge, a Parigi

Parigi, 1899. Christian è un giovane aspirante scrittore londinese, un sognatore che fa dell'amore il suo credo (Nature Boy). Ribellatosi all'autorità paterna, si trasferisce nel quartiere più "vivace" della capitale francese, Pigalle, per poter sviluppare le sue doti artistiche assaporando l'atmosfera bohémien che imperversava a Parigi (Complainte de la Butte).
Un giorno, un argentino narcolettico gli piove letteralmente in casa dopo avergli sfondato il soffitto: lui è uno dei componenti di una sgangherata compagnia teatrale che, al piano di sopra, stava provando il primo spettacolo della rivoluzione bohémienne da proporre all'impresario Zidler, una sorta di "Mangiafuoco" e abile imbonitore che organizza gli spettacoli del Moulin Rouge, un locale notturno di Pigalle (The Sound of Music).
Christian dimostra il suo talento per il teatro e viene arruolato dalla compagnia, la quale, entusiasta, decide di presentare il giovane a Satine, l'étoile del Moulin Rouge, sperando che lei possa apprezzare le doti dello scrittore e convincere Zidler ad affidare loro la stesura del testo dello spettacolo (Children of the Revolution). Quella stessa sera conducono Christian al Moulin Rouge, dove si svolge il consueto spettacolo del Can Can (Lady Marmalade/Because We Can/Smells Like a Teen Spirit). Appena entra in scena Satine, Christian rimane incantato dalla bellezza erotica della giovane, mentre tutto il locale è in subbuglio per quello spettacolo così vivace e ammiccante in cui Satine seduce eroticamente ogni uomo che incontra (Sparkling Diamonds). Tra il pubblico c'è anche il Duca di Monroth, a cui Zidler promette una notte d'amore con Satine nella speranza che il nobile, in cambio, decida di finanziare il suo spettacolo, e dare vita al suo sogno di trasformare il Moulin Rouge in un teatro.
Durante la sua esibizione, Satine chiede a Zidler di indicarle il Duca, così da poterlo invitare personalmente, ma a causa di un equivoco, Satine scambia Christian per il Duca di Monroth, invitando il giovane a ballare e dandogli appuntamento nella sua stanza dopo lo spettacolo. L'esibizione, per Satine, si interrompe prima del tempo a causa di un suo mancamento. Immediatamente soccorsa viene condotta nel suo camerino dove Mariè, la sua aiutante, si accorge che lei tossisce sangue: è il primo segno della tubercolosi.
Dopo lo spettacolo (Rhythm of the Night/Diamond Dogs), l'incontro con il giovane si svolge come previsto (Meet me in the Room). Satine, credendolo il Duca, si comporta come una sensuale tentatrice, mentre Christian, imbarazzato, credendo di doverle mostrare le sue capacità artistiche, improvvisa dei versi e ottiene l'apprezzamento di lei. Allora Satine gli rivela il suo amore, pensando che il nobile l'avrebbe condotta al successo (Your Song). È in quel momento che emerge l'equivoco: Christian chiarisce la sua identità. Allora Satine lo mette alla porta, ma in quell'istante Zidler fa il suo ingresso nella stanza, accompagnando il vero Duca all'appuntamento con la donna. Satine cerca di nascondere Christian mentre intrattiene il Duca. Alla fine però il Duca li vede insieme e i due fingono di stare provando una scena dello spettacolo bohèmien che il duca dovrebbe finanziare, dal titolo "Spettacolo spettacolare", di cui Christian improvvisa la trama: una storia d'amore tra una cortigiana indiana e uno squattrinato suonatore, tenuta nascosta a un perfido Maharaja che la cortigiana finge di amare per salvare il proprio regno dalle sue mire (The Pitch (Spectacular Spectacular)). Altro non è che la trama del film stesso.
Il vero Duca acconsente a finanziare lo spettacolo ad una condizione: avere l'esclusiva su Satine. Tuttavia, Satine scopre di essere innamorata di Christian (One Day I'll Fly Away), e tra i due nasce un'intensa storia d'amore segreta (Elephant Love Medley). I continui inviti del Duca sono sempre respinti da Satine con abili scuse, così il duca minaccia Zidler di abbandonare l'impresa (Like a Virgin). Zidler, che intanto ha scoperto i due amanti, ordina alla ragazza di lasciare Christian per il bene del teatro, ma i due continuano in segreto a vedersi (Come What May). Intanto le condizioni di salute di Satine peggiorano a vista d'occhio e il dottore rivela a Zidler che alla ragazza resta poco da vivere (Górecki).
Durante le prove dello spettacolo, una ballerina, Nini, invidiosa del successo di Satine, rivela al Duca che la sua protetta e lo scrittore hanno una relazione. Il Duca, per vedere se ciò che gli è stato riferito sia vero, decide di far cambiare la scena finale, così che la cortigiana si innamorerà del ricco. Lei pur di non far saltare tutto allo scoperto acconsente alle modifiche, inoltre decide di andare a cena con il duca, per mettere a tacere le sue richieste. 
Innamorata però di Christian, Satine non cede alle avances del duca, il quale tenta quindi di abusare di lei, ma non ci riesce perché viene fermato da Chocolat, un ballerino del Moulin Rouge, amico della ragazza (El Tango de Roxanne). La situazione per lei e Christian si fa pericolosa: i due decidono di scappare per farsi una nuova vita, ma Zidler li ferma e rivela a Satine della sua morte imminente, e le dice di allontanare Christian, perché il Duca ha intenzione di ucciderlo (Fool to Believe). Così Satine decide di far credere a Christian che lei non lo ama più, perché solo in questo modo lui andrà via e si salverà (The Show Must Go On). Il ragazzo, profondamente turbato, non crede alle parole di lei e decide di fare un ultimo tentativo. Si introduce nel Moulin Rouge in occasione della prima del loro spettacolo (Hindi Sad Diamonds) e durante la scena finale sale sul palco nei panni dello squattrinato suonatore, e getta delle banconote ai piedi di lei, dicendo di aver pagato l'amore ricevuto da quella prostituta. Lei allora, morente, scoppia in lacrime e sceglie di amarlo. Il Duca, che assiste alla scena, cerca di uccidere il giovane, ma Zidler, stufo di essere succube del Duca, lo ferma atterrandolo con un pugno (Come What May (Reprise)). Al calare del sipario i due sono felici. Finalmente hanno vinto il Duca e sono liberi di amarsi, ma improvvisamente Satine si accascia al suolo senza respiro e chiede a Christian di scrivere la storia del loro amore, dopodiché muore tra le sue braccia (Nature Boy (Reprise)).
Un anno dopo, il Moulin Rouge è in rovina, il Duca e i Bohèmien se ne sono andati e Christian finisce la sua storia e quella di Satine, dichiarando che il loro amore vivrà per sempre.

## Produzione

### Sceneggiatura
Nella sceneggiatura originale, era previsto che Satine avesse un figlio di tre anni, e che Christian raccontasse l'intera vicenda proprio a lui.
Il vero Moulin Rouge di Parigi possedeva realmente un enorme elefante nel suo giardino, che ospitava un locale in stile arabeggiante.
Oltre alla succitata La traviata di Giuseppe Verdi di cui è una rivisitazione, il film si ispira in ambientazione e trama anche ad altre opere quali La bohème di Giacomo Puccini e a Boule de Suif di Guy de Maupassant.
Il vero proprietario del Moulin Rouge si chiamava Charles Ziedler, non Harold (come invece nel film).
Henri de Toulouse-Lautrec in realtà fu uno dei più importanti pittori dell'epoca, e non si occupò mai di teatro. Alcuni dei suoi dipinti tuttavia furono realizzati per pubblicizzare il Moulin Rouge.

### Cast
Per il ruolo di Christian si presentarono anche l'attore australiano Heath Ledger e l'attore americano Jake Gyllenhaal, entrambi furono respinti al provino perché Lurhman preferì Ewan McGregor: in tale occasione i due attori divennero amici e sperarono di lavorare insieme, come poi avvenne, in I segreti di Brokeback Mountain. Questi fatti furono raccontati ai tempi dell'uscita di quest'ultimo film dagli stessi Ledger e Gyllenhaal.
Solitamente per motivi di sicurezza agli attori si vieta di utilizzare moto o altri mezzi pericolosi durante il periodo di realizzazione di un film, tuttavia Ewan McGregor avrebbe accettato il ruolo di Christian solo se avesse avuto il permesso di effettuare numerose escursioni in solitaria a bordo della sua moto, come avvenne.
La nota cantante australiana Kylie Minogue interpreta la Fatina verde dell'assenzio nel film.
Alla fine della pellicola, nei titoli di coda compare anche Ozzy Osbourne come interprete dello scream della Fatina verde.

### Riprese
La produzione è iniziata nel novembre 1999 ed è stata completata nel maggio 2000, con un budget di 50 milioni di dollari.  È stato girato presso gli studi Fox di Sydney, in Australia.  Le riprese sono andate sostanzialmente bene, ma la Kidman si è rotta due costole quando è stata sollevata in aria durante alcune sequenze di ballo, questo ha costretto la produzione ad interrompere temporaneamente le riprese e l'attrice a rinunciare alle riprese di Panic Room. La Kidman ha sofferto anche di una lacerazione della cartilagine del ginocchio dovuta a una caduta durante la canzone di produzione "I diamanti sono i migliori amici di una ragazza".  L'attrice in seguito dichiarò in un'intervista con Graham Norton di essersi rotta una costola mentre si infilava un corsetto stringendolo il più possibile per ottenere una vita di 18 pollici, e che era caduta dalle scale mentre ballava con i tacchi. La produzione ha anche superato il suo programma temporale di riprese e ha dovuto essere fuori dal set per far posto a Star Wars: Episodio II - L'attacco dei cloni , ciò ha reso necessarie le riprese di alcune scene a Madrid. La collana di diamanti indossata da Nicole Kidman è il gioiello più costoso mai realizzato specificamente per un film, stimata un milione di dollari, con 1300 diamanti. John Leguizamo, per interpretare Henri de Toulouse-Lautrec, ha recitato tutto il film in ginocchio, le gambe sono state eliminate digitalmente in postproduzione.
Nelle note di copertina del DVD in edizione speciale del film, Luhrmann scrive che "l'intera premessa stilistica è stata quella di decodificare ciò che il Moulin Rouge era per il pubblico del 1899 ed esprimere lo stesso brivido ed eccitazione in un modo in cui i film contemporanei - i frequentatori possono relazionarsi".  Sia Roger Ebert che il New York Times hanno paragonato il montaggio e la fotografia del film a quelli di un video musicale e hanno notato il suo omaggio visivo ai primi film Technicolor . 

## Colonna sonora
Tralasciando Moulin Rouge: Music Inspired by the Film (EMI, 2002), esistono due CD contenenti la colonna sonora del film.
- CD Interscope Records (2001): Moulin Rouge! Music from Baz Luhrmann's Film

1. Nature Boy - David Bowie
2. Lady Marmalade - Christina Aguilera, Lil' Kim, Mya, Pink
3. Because We Can - Fatboy Slim
4. Sparkling Diamonds - Nicole Kidman, Jim Broadbent, Caroline O'Connor, Natalie Mendoza, Lara Mulcahy
5. Rhythm of the Night - Valeria
6. Your Song - Ewan McGregor, Alessandro Safina
7. Children of the Revolution - Bono, Gavin Friday, Maurice Seezer
8. One Day I'll Fly Away - Nicole Kidman
9. Diamond Dogs - Beck
10. Elephant Love Medley - Nicole Kidman, Ewan McGregor, Jamie Allen
11. Come What May - Nicole Kidman, Ewan McGregor
12. El Tango de Roxanne - Ewan McGregor, José Feliciano, Jacek Koman
13. Complainte de la Butte - Rufus Wainwright
14. Hindi Sad Diamonds - Nicole Kidman & Cast
15. Nature Boy - David Bowie & Massive Attack

- Un altro CD Interscope Records (2001), con il titolo di "Moulin Rouge 2" e comprendente altre versioni del film

1. Your Song
2. Sparkling Diamonds
3. One Day I'll Fly Away
4. The Pitch (Spectacular Spectacular)
5. Come What May
6. Like a Virgin
7. Meet Me in the Red Room
8. Your Song
9. The Show Must Go On
10. Ascension/Nature Boy
11. Bolero (Closing Credits)

- Un CD Umvd Import (2002) dal titolo "Moulin Rouge Collector's Edition", contenente i due CD raccolti in un unico cofanetto

1. Nature Boy - David Bowie
2. Lady Marmalade (Christina Aguilera, Lil' Kim, Mýa e Pink)Lady Marmalade - Christina Aguilera, Lil' Kim, Mya, Pink
3. Because We Can - Fatboy Slim
4. Sparkling Diamonds - Nicole Kidman, Jim Broadbent, Caroline O'Connor, Natalie Mendoza, Lara Mulcahy
5. Rhythm of the Night - Valeria
6. Your Song - Ewan McGregor, Alessandro Safina
7. Children of the Revolution - Bono, Gavin Friday, Maurice Seezer
8. One Day I'll Fly Away - Nicole Kidman
9. Diamond Dogs - Beck
10. Elephant Love Medley - Nicole Kidman, Ewan McGregor, Jamie Allen
11. Come What May - Nicole Kidman, Ewan McGregor
12. El Tango De Roxanne - Ewan McGregor, José Feliciano, Jacek Koman
13. Complainte De La Butte - Rufus Wainwright
14. Hindi Sad Diamonds - Nicole Kidman & Cast
15. Nature Boy - David Bowie & Massive Attack
16. Lady Marmalade (Thunderpuss Radio Mix) - Christina Aguilera, Lil' Kim
17. Your Song (Instrumental)
18. Sparkling Diamonds
19. One Day I'll Fly Away (Tony Phillips Remix) - Nicole Kidman
20. The Pitch (Spectacular Spectacular) - Original Film Version
21. Come What May (Original Film Version)
22. Like a Virgin (Original Film Version) - Jim Broadbent
23. Meet Me in The Red Room (Original Film Version) - Amiel
24. Your Song (Instrumental)
25. The Show Must Go On (Original Film Version)
26. Ascension Nature Boy
27. Closing Credits Bolero (Original Film Version)
28. Smells Like Teen Spirit - Nirvana

## Distribuzione

### Edizione italiana
La direzione del doppiaggio e i dialoghi italiani sono stati curati da Roberto Chevalier per conto della SEFIT-CDC.

## Riconoscimenti
- 2002 - Premio Oscar
  - Migliore scenografia a Catherine Martin e Brigitte Broch
  - Migliori costumi a Catherine Martin e Angus Strathie
  - Candidatura al miglior film a Fred Baron, Martin Brown e Baz Luhrmann
  - Candidatura alla miglior attrice protagonista a Nicole Kidman
  - Candidatura alla migliore fotografia a Donald McAlpine
  - Candidatura al miglior trucco a Maurizio Silvi e Aldo Signoretti
  - Candidatura al miglior montaggio a Jill Bilcock
  - Candidatura al miglior sonoro a Andy Nelson, Anna Behlmer, Roger Savage e Guntis Sics
- 2002 - Golden Globe
  - Miglior film commedia o musicale
  - Miglior attrice in un film commedia o musicale a Nicole Kidman
  - Miglior colonna sonora a Craig Armstrong
  - Candidatura alla migliore regia a Baz Luhrmann
  - Candidatura al miglior attore in un film commedia o musicale a Ewan McGregor
  - Candidatura alla miglior canzone (Come What May) a David Baerwald
- 2002 - Premio BAFTA
  - Miglior attore non protagonista a Jim Broadbent
  - Miglior sonoro a Andy Nelson, Anna Behlmer, Roger Savage, Guntis Sics, Gareth Vanderhope e Antony Gray
  - miglior colonna sonora a Craig Armstrong e Marius De Vries
  - Candidatura al miglior film a Martin Brown, Baz Luhrmann e Fred Baron
  - Candidatura alla miglior regia a Baz Luhrmann
  - Candidatura alla migliore sceneggiatura originale a Baz Luhrmann e Craig Pearce
  - Candidatura alla migliore fotografia a Donald McAlpine
  - Candidatura al miglior montaggio a Jill Bilcock
  - Candidatura alla migliore scenografia a Catherine Martin
  - Candidatura alla migliori costumi a Catherine Martin e Angus Strathie
  - Candidatura alla migliori effetti speciali a Chris Godfrey, Andy Brown, Nathan McGuinness e Brian Cox
  - Candidatura al miglior trucco a Maurizio Silvi e Aldo Signoretti
- 2002 - Screen Actors Guild Award
  - Candidatura al miglior cast
- 2001 - Festival di Cannes
  - Candidatura alla Palma d'Oro a Baz Luhrmann
- 2002 - Premio César
  - Candidatura al miglior film straniero a Baz Luhrmann
- 2001 - Chicago Film Critics Association Award
  - Candidatura alla miglior regia a Baz Luhrmann
  - Candidatura alla miglior fotografia a Donald McAlpine
- 2002 - Empire Awards
  - Miglior regia a Baz Luhrmann
  - Miglior attrice protagonista a Nicole Kidman
  - Miglior attore britannico a Ewan McGregor
  - Candidatura al miglior film
- 2001 - European Film Awards
  - Miglior film internazionale a Baz Luhrmann
  - Contributo europeo al cinema mondiale a Ewan McGregor
- 2002 - Nastro d'argento
  - Candidatura al Regista del miglior film straniero a Baz Luhrmann
- 2002 - MTV Movie Award
  - Miglior performance femminile a Nicole Kidman
  - Miglior sequenza musicale a Ewan McGregor e Nicole Kidman
  - Candidatura al miglior cameo a Kylie Minogue
  - Candidatura al miglior bacio a Ewan McGregor e Nicole Kidman
  - Candidatura alla miglior sequenza musicale a Nicole Kidman
- 2001 - National Board of Review Award
  - Miglior film
  - Migliori dieci film
  - Miglior attore non protagonista a Jim Broadbent
- 2001 - Satellite Award
  - Miglior film commedia o musicale
  - Migliore regia a Baz Luhrmann
  - Miglior attore in un film commedia o musicale a Ewan McGregor
  - Miglior attrice in un film commedia o musicale a Nicole Kidman
  - Miglior attore non protagonista in un film commedia o musicale a Jim Broadbent
  - Migliore scenografia a Ian Gracie, Catherine Martin e Annie Beauchamp
  - Migliori costumi a Catherine Martin e Angus Strathie
  - Miglior colonna sonora originale a Craig Armstrong
  - Migliori effetti visivi a Chris Godfrey
  - Candidatura alla migliore sceneggiatura originale a Craig Pierce e Baz Luhrmann
  - Candidatura alla migliore fotografia a Donald McAlpine
  - Candidatura al miglior montaggio a Jill Bilcock
  - Candidatura al miglior sonoro a Guntis Sics
  - Candidatura alla miglior canzone (Come What May) a David Baerwald
- 2002 - Saturn Award
  - Candidatura ai migliori costumi a Catherine Martin e Angus Strathie
- 2001 - AACTA Award
  - Miglior fotografia a Donald McAlpine
  - Migliori costumi a Catherine Martin e Angus Strathie
  - Miglior montaggio a Jill Bilcock
  - Miglior scenografia a Catherine Martin
  - Miglior sonoro a Andy Nelson, Roger Savage e Guntis Sics
  - Candidatura al miglior film a Baz Luhrmann, Martin Brown e Fred Baron
  - Candidatura alla miglior regia a Baz Luhrmann
  - Candidatura al miglior attore protagonista a Ewan McGregor
  - Candidatura alla miglior attrice protagonista a Nicole Kidman
  - Candidatura al miglior attore non protagonista a Richard Roxburgh
- 2002 - Critics' Choice Movie Award
  - Migliore regia a Baz Luhrmann
  - Candidatura al miglior film
  - Candidatura alla miglior attrice protagonista a Nicole Kidman
- 2002 - Grammy Award
  - Candidatura alla miglior compilation dalla colonna sonora
- 2001 - Hollywood Film Festival
  - Miglior film a Baz Luhrmann
  - Miglior attrice protagonista a Nicole Kidman
  - Miglior attore protagonista a Ewan McGregor
- 2001 - Las Vegas Film Critics Society Awards
  - Candidatura al miglior film
  - Candidatura alla miglior regia a Baz Luhrmann
  - Candidatura alla miglior attrice protagonista a Nicole Kidman
  - Candidatura alla miglior attrice non protagonista a Jim Broadbent
  - Candidatura alla miglior sceneggiatura a Baz Luhrmann e Craig Pearce
- 2001 - Los Angeles Film Critics Association Award
  - Miglior attore non protagonista a Jim Broadbent
  - Migliore scenografia a Catherine Martin
- 2001 - Phoenix Film Critics Society Awards
  - Candidatura alla miglior regia a Baz Luhrmann
  - Candidatura alla miglior fotografia a Donald McAlpine
  - Candidatura ai migliori costumi a Catherine Martin e Angus Strathie
  - Candidatura al miglior montaggio a Jill Bilcock
  - Candidatura al miglior trucco a Maurizio Silvi e Aldo Signoretti
  - Candidatura alla miglior colonna sonora originale a Craig Armstrong
  - Candidatura alla miglior canzone originale (Come What May) a David Baerwald
  - Candidatura alla miglior scenografia a Catherine Martin
  - Candidatura alle migliori canzoni registrate o pubblicate
  - Candidatura ai migliori effetti visivi a Chris Godfrey, Andy Brown, Nathan McGuinness e Brian Cox
- 2002 - Premio Robert
  - Miglior film non statunitense a Baz Luhrmann
- 2001 - San Diego Film Critics Society Awards
  - Miglior scenografia a Catherine Martin
- 2002 - AFI Awards
  - Compositore dell'anno a Craig Armstrong
  - Montatore dell'anno a Jill Bilcock
  - Candidatura al Film dell'anno a Martin Brown, Baz Luhrmann e Fred Baron

- 2002 - ALMA Award
  - Miglior canzone (Lady Marmalade) a Christina Aguilera
  - Candidatura al miglior attore non protagonista a John Leguizamo
- 2002 - ASCAP Award
  - Miglior canzone (Lady Marmalade) a Kenny Nolan
- 2002 - Eddie Award
  - Miglior montaggio in un film commedia o musicale a Jill Bilcock
- 2002 - American Society of Cinematographers
  - Candidatura alla miglior fotografia a Don McAlpine
- 2002 - Premio Bodil
  - Candidatura al miglior film non statunitense a Baz Luhrmann
- 2002 - Artios Award
  - Miglior casting per un film drammatico a Ronna Kress
- 2002 - DGA Award
  - Candidatura alla miglior regia a Baz Luhrmann
- 2002 - Film Critics Circle of Australia Award
  - Miglior regia a Baz Luhrmann
  - Miglior fotografia a Donald McAlpine
  - Candidatura al miglior film
  - Candidatura alla miglior attrice protagonista a Nicole Kidman
  - Candidatura al miglior attore protagonista a Ewan McGregor
  - Candidatura alla miglior sceneggiatura originale a Baz Luhrmann e Craig Pearce
  - Candidatura al miglior montaggio a Jill Bilcock
- 2002 - Golden Trailer Awards
  - Miglior film romantico
  - Candidatura al miglior show
  - Candidatura al miglior film musicale
- 2002 - London Critics Circle Film Awards
  - Film dell'anno
  - Attrice dell'anno a Nicole Kidman
  - Attore britannico dell'anno a Ewan McGregor
- 2002 - Golden Reel Award
  - Miglior montaggio in un film musicale a Simon Leadley, Tim Ryan, Lee Scott, Christine H. Luethje, Stephen Lotwis, Danielle Wiessner e Simon Leadley
  - Candidatura al miglior montaggio in un film straniero a Brent Burge, Antony Gray, Gareth Vanderhope, Linda Murdoch, Alex Wong, Michael Axinn, Susan Dawes e Livia Ruzic
- 2001 - Southeastern Film Critics Association Awards
  - Candidatura alla miglior regia a Baz Luhrmann
- 2002 - Teen Choice Awards
  - Candidatura al miglior film drammatico/avventura/azione
- 2002 - WGA Award
  - Candidatura alla miglior sceneggiatura a Baz Luhrmann e Craig Pearce
- 2002 - American Choreography Awards
  - Miglior coreografia a John 'Cha Cha' O'Connell
- 2002 - Art Directors Guild
  - Miglior scenografia a Ian Gracie, Annie Beauchamp, Catherine Martin, Nikki DiFalco, Prisque Salvi, Sarah Light, Deborah Riley, Jacinta Leong
- 2001 - Australian Screen Sound Guild
  - Miglior montaggio a Gareth Vanderhope, Alex Wong, Brent Burge, Luke Dunn Gielmuda, Nada Mikas, Roger Savage e Linda Murdoch
  - Miglior colonna sonora a Simon Leadley, Tim Ryan, Guntis Sics e Stuart Waller
- 2002 - Chlotrudis Awards
  - Miglior attore non protagonista a Jim Broadbent
  - Miglior fotografia a Donald McAlpine
- 2002 - CinEuphoria Awards
  - Migliori film del decennio a Baz Luhrmann
- 2002 - Cinema Audio Society
  - Candidatura al miglior montaggio sonoro a Andy Nelson, Anna Behlmer, Roger Savage e Guntis Sics
- 2002 - Cinema Brazil Grand Prize
  - Candidatura al miglior film straniero
- 2002 - Cinema Writers Circle Awards
  - Candidatura al miglior film straniero
- 2002 - Dallas-Fort Worth Film Critics Association Awards
  - Candidatura al miglior film
  - Candidatura alla miglior regia a Baz Luhrmann
  - Candidatura alla miglior attrice protagonista a Nicole Kidman
- 2002 - Hollywood Makeup Artist and Hair Stylist Guild Awards
  - Miglior acconciature a Aldo Signoretti, Ferdinando Merolla e Giorgio Gregorini
  - Miglior trucco a Maurizio Silvi, Vincenzo Mastrantonio e Lesley Vanderwalt
- 2001 - IF Awards
  - Miglior fotografia a Donald McAlpine
  - Miglior colonna sonora a Craig Armstrong, Steve Sharples, Chris Elliott e Marius De Vries
  - Box Office Archievement
  - Candidatura al miglior film a Baz Luhrmann, Fred Baron e Martin Brown
  - Candidatura alla miglior regia a Baz Luhrmann
  - Candidatura al miglior attore protagonista a Ewan McGregor
  - Candidatura alla miglior attrice protagonista a Nicole Kidman
  - Candidatura al miglior montaggio a Jill Bilcock
  - Candidatura al miglior sonoro a Andy Nelson e Roger Savage
- 2002 - International Monitor Awards
  - Migliori scene realizzate al computer a David Bernstein e Baz Luhrmann
- 2002 - Mexican Cinema Journalists
  - Miglior film straniero
- 2002 - Online Film & Television Association
  - Miglior canzone originale (Come What May) a David Baerwald, Ewan McGregor e Nicole Kidman
  - Miglior canzone (El Tango de Roxanne) a Sting, José Feliciano, Ewan McGregor e Jacek Koman
  - Migliori costumi a Catherine Martin e Angus Strathie
  - Miglior sequenza dei titoli
  - Candidatura al miglior film a Fred Baron, Martin Brown e Baz Luhrmann
  - Candidatura alla miglior regia a Baz Luhrmann
  - Candidatura alla miglior attrice protagonista a Nicole Kidman
  - Candidatura al miglior attore non protagonista a Jim Broadbent
  - Candidatura al miglior cast
  - Candidatura al miglior casting a Ronna Kress
  - Candidatura alla miglior colonna sonora a Craig Armstrong
  - Candidatura alla miglior canzone (Elephant Love Medley)
  - Candidatura alla miglior canzone (Lady Marmalade)
  - Candidatura alla miglior canzone (Like a Virgin)
  - Candidatura alla miglior canzone (The Show Must Go On)
  - Candidatura al miglior montaggio a Jill Bilcock
  - Candidatura alla miglior fotografia a Donald McAlpine
  - Candidatura alla miglior scenografia a Catherine Martin, Annie Beauchamp, Ian Gracie e Brigitte Broch
  - Candidatura al miglior trucco e acconciature a Kylie Clarke, Suzanne Meaney, Aldo Signoretti e Maurizio Silvi
  - Candidatura al miglior montaggio sonoro a Anna Behlmer, Andy Nelson, Roger Savage e Guntis Sics
  - Candidatura al miglior momento (El Tango de Roxanne)
  - Candidatura al miglior website officiale
- 2002 - Online Film Critics Society Awards
  - Candidatura alla miglior regia a Baz Luhrmann
  - Candidatura alla miglior fotografia a Donald McAlpine
  - Candidatura alla miglior colonna sonora originale a Craig Armstrong, Marius De Vries e Steve Hitchcock
- 2002 - PGA Awards
  - Miglior produttore a Baz Luhrmann, Fred Baron e Martin Brown
- 2002 - Vancouver Film Critics Circle
  - Miglior regia a Baz Luhrmann
- 2001 - World Soundtrack Awards
  - Miglior canzone originale (Come What May) a David Baerwald
  - Scoperta dell'anno a Craig Armstrong
  - Miglior colonna sonora a Baz Luhrmann, Craig Armstrong e Marius De Vries
  - Candidatura alla Colonna sonora originale dell'anno non tratta da un album a Craig Armstrong
  - Candidatura alla Colonna sonora originale dell'anno a Craig Armstrong e Marius De Vries